# 창성여객 (부산)
창성여객자동차(昌星旅客自動車)는 부산광역시의 시내버스 회사이고, 본사는 부산광역시 남구 신선로 335 (용당동)에 위치해 있다.

## 창성여객 연혁
- 1980년 1월 23일: 회사 설립

## 차고지
- 부산광역시 남구 신선로 335 (용당동) (본사 ; 68번, 134번, 583번 시종착 및 관리)
- 부산광역시 부산진구 진사로 78 (개금동) (동남여객차고지 ; 167번 시종착 및 관리)

## 운행 노선
- ● 68번: 용당동 ↔ 유엔공원.부산문화회관 ↔ 동천초등학교 ↔ 우암초등학교 ↔ 자유시장 ↔ 서면 ↔ 주례역 ↔ 학장동 ↔ 엄궁동 ↔ 동아대 ↔ 하단역
- ● 134번: 용당동 ↔ 유엔공원.부산문화회관 ↔ 동천초등학교 ↔ 우암초등학교 ↔ 부산진시장 ↔ 부산역 ↔ 남포동 ↔ 부산대학교병원 ↔ 남부민동
- ● 167번: 동서대 ↔ 백병원 ↔ 진양교차로 ↔ 서면 ↔ 부산진시장 ↔ 부산역 ↔ 부산터널 ↔ 동아대학교병원 (이 노선은 동남여객과 공동배차한다)
- ● 168번: 용당동 ↔ 우암초등학교 ↔ 문현교차로 ↔ 부산진역 ↔ 초량역 ↔ 부산역 ↔ 동신초등학교 ↔ 구덕고등학교 ↔ 학장교차로 ↔ 주례역 ↔ 냉정역 ↔ 개금역 ↔ 진양교차로 ↔ 부산시민공원
- ● 583번: 용당동 ↔ 메가마트남천점 ↔ 대연3동 ↔ 황령터널 ↔ 문전시장 ↔ 서면 (이 노선은 용화여객과 공동배차한다)

## 운용 차량
- KGM C090
- KGM 스마트 110
- 현대 그린시티
- 현대 뉴 슈퍼 에어로시티
- 현대 저상 뉴 슈퍼 에어로시티
- 범한자동차 E-STAR 11